# Водное поло на чемпионате мира по водным видам спорта 2011
Соревнования по Водному поло на Чемпионате мира по водным видам спорта 2011 прошли с 26 июля по 8 августа 2011 года в Шанхае, Китай.

## Медальный зачёт
| Команда | Золото | Серебро | Бронза   |
| ------- | ------ | ------- | -------- |
| Мужчины | Италия | Сербия  | Хорватия |
| Женщины | Греция | Китай   | Россия   |